# Costein János
Costein János, Johann Costein (Skotschau, 1778. július 23. – Pozsony, 1811. április 29.) orvos.

## Élete
1802-ben Magyarországra költözött és 1805-től Moson megye főorvosa volt. Neki köszönhető, hogy a himlőoltást a vármegye már 1802-től bevezette. Komoly erőfeszítéseket tett annak érdekében, hogy az emberek felismerjék az oltások fontosságát és azokat minél szélesebb körben elterjesszék.

## Munkája
- Die Schutz- oder Kuhpocke in der königl. herzoglichen Herrschaft Hungarisch-Altenburg. Pressburg, 1804.